# Lest We Forget: Best of
Lest We Forget is een album met muzikale hoogtepunten van Marilyn Manson, uitgebracht in 2004. Voor dit album werd een nieuw liedje opgenomen, Personal Jesus (een cover). Van dit album bestaan verschillende speciale edities met bonus-cd of -dvd.

## Nummers
1. The Love Song – 3:05
2. Personal Jesus – 4:06
3. mOBSCENE – 3:26
4. The Fight Song – 2:57
5. Tainted Love – 3:20
6. The Dope Show – 3:40
7. This Is the New Shit – 4:20
8. Disposable Teens – 3:04
9. Sweet Dreams (Are Made of This) – 4:51
10. Lunchbox – 4:35
11. Tourniquet (Bijgewerkte Versie) – 4:44
12. Rock is Dead – 3:09
13. Get Your Gunn – 3:18
14. The Nobodies – 3:35
15. Long Hard Road Out of Hell – 4:21
16. The Beautiful People – 3:42
17. The Reflecting God – 5:36
18. (s)AINT (Alleen Niet-U.S. Versies) – 3:45
19. Irresponsible Hate Anthem (Alleen Sommige Versies)
20. Coma White (Alleen Japanse Versie)

## Japanse bonus-cd
1. Next Motherfucker (Remix)
2. The Not So Beautiful People
3. The Horrible People
4. Tourniquet (Prosthetic Dance Mix)
5. I Don't Like the Drugs (But the Drugs Like Me) (Danny Saber Remix)
6. Working Class Hero
7. The Fight Song (Slipknot Remix)
8. mOBSCENE (Sauerkraut Remix)

## Dvd
1. "Personal Jesus" (niet in Amerikaanse versie)
2. "(s)AINT" (niet in Amerikaanse versie)
3. "This Is the New Shit"
4. "mOBSCENE"
5. "The Nobodies"
6. "The Fight Song"
7. "Disposable Teens"
8. "Coma White"
9. "Rock Is Dead"
10. "I Don't Like the Drugs (But the Drugs Like Me)"
11. "The Dope Show"
12. "Long Hard Road Out of Hell"
13. "Cryptorchid"
14. "Man That You Fear"
15. "Tourniquet"
16. "The Beautiful People"
17. "Sweet Dreams (Are Made of This)"
18. "Dope Hat"
19. "Lunchbox"
20. "Get Your Gunn"

## Bonus-dvd (s)AINT
Kopers van de cd via Mansons website kregen gratis een bonus-dvd waarop de volledige, ongecensureerde versie van (s)AINT stond.